# 菅谷文則
菅谷 文則（すがや ふみのり、1942年9月7日 - 2019年6月18日）は、日本の考古学者。滋賀県立大学名誉教授、前奈良県立橿原考古学研究所所長。

## 生涯
1942年、奈良県宇陀郡榛原町（現・宇陀市）で生まれた。奈良県立畝傍高等学校を経て、関西大学文学部考古学科で学んだ。同大学院文学研究科に進学し、1967年に修士課程を修了。
同大学副手を経て、奈良県立橿原考古学研究所で古墳や寺院跡などの発掘に従事。北京大学に留学し、帰国後はシルクロード学研究センター研究主幹などを務めた。1995年、滋賀県立大学教授に就任。2008年に滋賀県立大学を定年退任し、名誉教授となった。2009年から橿原考古学研究所の第5代所長を務めた。2019年5月31日、橿原考古学研究所を退職。2019年6月18日、死去。

## 著書
著書
- 『日本人と鏡』同朋舎出版 1991
- 『三蔵法師が行くシルクロード』新日本出版社 2013

共編著
- 『奈良飛鳥』<日本の古代遺跡 7> 竹田正則共著 保育社 1994
- 『豆腐 健康を食べる』<保育社カラーブックス> 友次淳子共著 保育社 1995
- 『王権と武器と信仰』編 同成社 2008
- 『三輪山と古代の神まつり』小笠原好彦・河上邦彦・鈴鹿千代乃・平林章仁・広瀬和雄・和田萃共著 学生社 2008
- 『悠久なるシルクロードから平城京へ』児島建次郎編 樋口隆康・山田勝久共著 雄山閣 2008
- 『鏡笵 漢式鏡の製作技術』奈良県立橿原考古学研究所,中国社会科学院考古研究所,山東省文物考古研究所編, 白雲翔共監修 八木書店 2009
- 『古代の鏡と東アジア 卑弥呼の鏡は海を越えたか』池上曽根史跡公園協会編, 新井宏・福永伸哉・森下章司共著 金関恕監修 学生社 2011

論文
- Cinii